# فرودگاه استرژووی
فرودگاه استرژووی فرودگاهی واقع در استرژووی در کشور روسیه است.

## شرکت‌های هواپیمایی و مقصدهای پروازی
| شرکت‌های هواپیمایی | مقصدهای پروازی                |
| ----------------- | ----------------------------- |
| اس۷ ایرلاینز      | تولمچوا (آغاز از ۲ ژوئن ۲۰۱۷) |
| Turukhan          | بوگاشف                        |